# Кеп
Кеп — река в России, протекает по Красногорскому и Балезинскому районам Республики Удмуртия.

## Характеристика
Длина реки составляет 45 км, площадь бассейна — 461 км². Исток реки находится в Красногорском районе на Красногорской возвышенности в 15 км восточнее села Красногорское. Высота истока — 207 м над уровнем моря. Река течёт на северо-восток, большая часть течения проходит по лесному массиву, русло сильно извилистое. Впадает в Чепцу ниже села Каменное Заделье. Ширина реки у устья около 15 метров, скорость течения 0,3 м/с. Устье реки находится в 347 км по левому берегу реки Чепца. Высота устья — 143 м над уровнем моря.
На берегу реки расположены (от истока к устью): деревни Нефедово, Новый Кеп, Нововолково, Старый Кеп, Тукташ, Заречный и 1205 км.

## Притоки
- Шур (пр)
- 5 км: река без названия (пр)
- Чужесшур (лв)
- 7,2 км: Лулым (пр)
- Мимошур (лв)
- Кернюр (лв)
- 21 км: Вужпа (пр)
- Ушур (лв)
- 30 км: Умка (пр)
- Качо (лв)

Система водного объекта: Чепца → Вятка → Кама → Волга → Каспийское море.

## Данные водного реестра
По данным государственного водного реестра России относится к Камскому бассейновому округу, водохозяйственный участок реки — Чепца от истока до устья, речной подбассейн реки Вятка. Речной бассейн реки — Кама.